# Duc de Coimbra
 (mars 2023).
Si vous disposez d'ouvrages ou d'articles de référence ou si vous connaissez des sites web de qualité traitant du thème abordé ici, merci de compléter l'article en donnant les références utiles à sa vérifiabilité et en les liant à la section « Notes et références ».

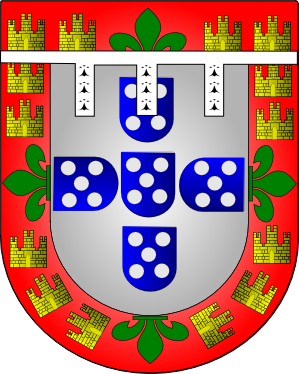
Les armes de l'Infant Pierre, Ier duc de Coimbra.

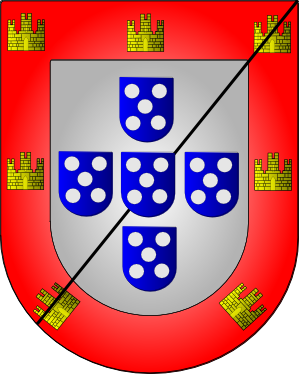
Les armes de Georges de Lancastre, 2e duc de Coimbra.

Le titre de duc de Coimbra est créé en 1415 par le roi Jean Ier de Portugal en faveur de son fils Pierre de Portugal. Le duché de Coimbra et le duché de Viseu, créés à la même date, sont les plus anciens du Portugal.
À la mort de Pierre lors de la bataille d'Alfarrobeira, le titre ne passe pas aux héritiers de ce dernier et est réattribué dès la fin du XVe siècle au fils illégitime de Jean II de Portugal.

## Liste des ducs de Coimbra
1. Pierre de Portugal (1392-1449), infant de Portugal ;
2. Georges de Lancastre (1481-1550), infant de Portugal ;
3. Auguste de Portugal, (1847-1889) infant de Portugal.

### Titre de courtoisie
1. Henrique de Bragança (1949-2017)
2. Maria Francisca de Bragança (née en 1997)

## Source
- (pt) Cet article est partiellement ou en totalité issu de l’article de Wikipédia en portugais intitulé « Duque de Coimbra » (voir la liste des auteurs).